# Jæren
Jæren è un distretto norvegese che si trova nella contea di Rogaland, nella regione del Vestlandet.
Vi è situata la maggior area pianeggiante della Norvegia per estensione (circa 700 km²), compresa tra i comuni di Randaberg a nord e Hå a sud. Morfologicamente è formata dalla penisola di Stavanger e la parte continentale che ne costituisce la base, delimitata ad ovest da una costa costellata da diverse spiagge sabbiose. Nella parte settentrionale del distretto è situata la più grande area urbana costituita dall'agglomerato di Stavanger e Sandnes che conta più di 200 000 abitanti.

## Etimologia
Il termine "Jæren" deriva dal norreno Jaðarr che significa "bordo" o "margine" e in senso stretto si riferisce alla costa che va da Brusand a sud fino a Tungenes a nord, quindi "bordo sul mare".
Fino al XX secolo era in uso il termine Jæderen, segno della passata influenza culturale danese, ancora riscontrabile nella locale conservazione della carne Jædersylte (carne in scatola o in salamoia).
Gli abitanti dello Jæren o coloro che sono originari dell'area sono chiamati "jærbu", mentre il dialetto locale si chiama "jærsk".
Parecchie fattorie in Norvegia hanno lo stesso nome.

## Geografia
Lo Jæren si estende dalla bocca del fiordo Boknafjord a nord fino quasi a Egersund a sud, includendo la penisola di Stavanger e l'area che segue a sud e sud-est di essa per 50 km circa. Spesso è distinto in Jæren settentrionale (Nord-Jæren, comprendente Stavanger, Sandnes, Sola e Randaberg) e Jæren meridionale (Sør-Jæren, comuni di Hå, Klepp, Time e Gjesdal).
Ad ovest lo Jæren è delimitato da una costa pianeggiante e sabbiosa, con poche isole e fiordi a differenza del resto delle coste norvegesi. A partire dalla costa si sviluppa la più grande area pianeggiante della Norvegia che ospita una delle più importanti aree agricole norvegesi, avvantaggiata dai mitiganti effetti della corrente del Golfo e dalla composizione del suolo, ricca di deposizioni glaciali di argilla e sabbia.
L'area ad est dell'estremità meridionale del Gandsfjord, compresa pressappoco dalla metà orientale del comune di Sandnes e dalla totalità di quello di Gjesdal, è caratterizzata invece da significativi rilievi, che superano anche i 1000 m s.l.m., delimitati a nord dall'Høgsfjorden e dal Frafjord dalle tipiche pareti ripide.

### Comuni dello Jæren
Il distretto di Jæren comprende otto comuni:
| Cod. SSB | Local.            | Stemma | Nome      | Capoluogo | Pop.    | Area (km²) | D. Pop. (ab./km²) |
| -------- | ----------------- | ------ | --------- | --------- | ------- | ---------- | ----------------- |
| 1102     | Sandnes kommune   |        | Sandnes   | Sandnes   | 74 820  | 304        | 246               |
| 1103     | Stavanger kommune |        | Stavanger | Stavanger | 132 644 | 71         | 1868              |
| 1119     | Hå kommune        |        | Hå        | Varhaug   | 18 591  | 258        | 72                |
| 1120     | Klepp kommune     |        | Klepp     | Kleppe    | 18 970  | 113        | 168               |
| 1121     | Time kommune      |        | Time      | Bryne     | 18 572  | 183        | 101               |
| 1122     | Gjesdal kommune   |        | Gjesdal   | Ålgård    | 11 853  | 618        | 19                |
| 1124     | Sola kommune      |        | Sola      | Sola      | 26 096  | 69         | 378               |
| 1127     | Randaberg kommune |        | Randaberg | Randaberg | 10 737  | 25         | 429               |

### Definizioni alternative dello Jæren

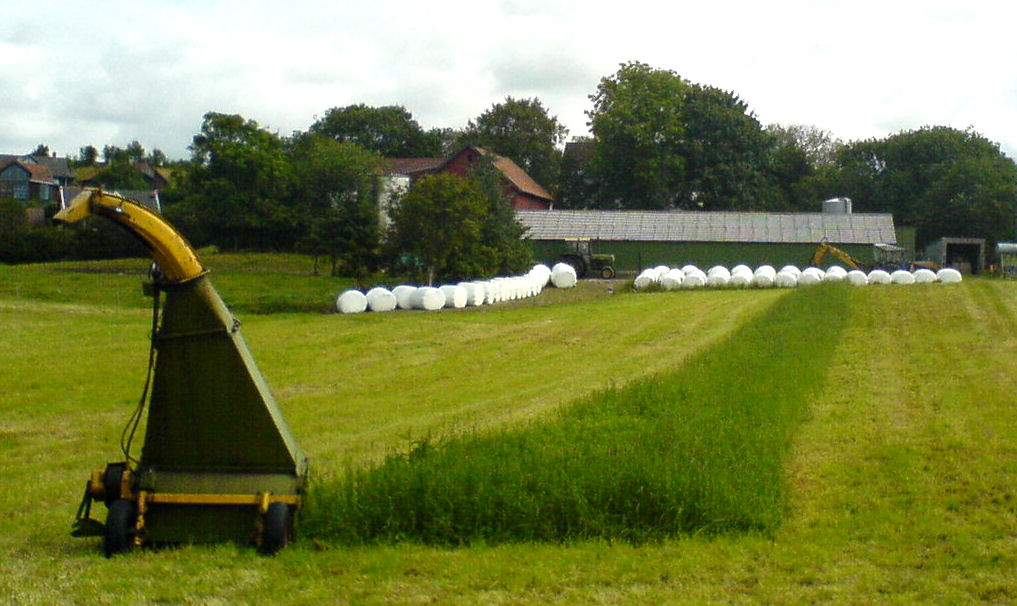
Una tipica fattoria dello Jæren.

Dal punto di vista amministrativo lo Jæren corrisponde al territorio degli otto comuni citati, tuttavia tale definizione può variare a seconda del contesto e dell'uso che se ne fa.
Dal punto di vista giuridico il tribunale distrettuale dello Jæren (Jæren tingrett) ha giurisdizione sul territorio di Sandnes, Gjesdal, Forsand, Klepp, Time e Hå, includendo aree non tradizionalmente facenti parte del distretto ed escludendo altre di competenza del tribunale distrettuale di Stavanger.
Dal punto di vista religioso il vicariato dello Jæren (Jæren prosti) comprende i comuni di Hå, Klepp, Time e Gjesdal; mentre dal punto di vista geografico il comune di Gjesdal è in parte compreso nel distretto del Dalane.
Nel senso comune e tradizionale, invece, il toponimo Jæren non comprende le aree urbane di Stavanger e Sandnes, bensì la zona rurale e pianeggiante a sud di esse costellata di fattorie e campi coltivati.

La Jærbanen.

## Economia
La principale fonte di reddito nell'area è l'industria petrolifera che si è sviluppata attorno a Stavanger a partire dagli anni '60. La sede principale della compagnia petrolifera nazionale Statoil si trova a Stavanger, come gli uffici regionali delle maggiori società come Eni, ExxonMobil, Shell, ConocoPhillips, BP, Schlumberger, Halliburton, Baker Hughes e altre.
Inoltre lo Jæren è anche la principale area agricola norvegese, caratterizzata da raccolti relativamente abbondanti e diversi allevamenti di bestiame che forniscono la principale fonte di prodotti caseari e latte alla città di Stavanger. Conseguentemente anche l'industria delle macchine agricole riveste un ruolo importante, grazie ad aziende come la Kverneland Group e altre.
Le spiagge lungo la costa occidentale alimentano l'industria del turismo, che attrae anche appassionati di surf, Kitesurfing e windsurf.

## Infrastrutture e trasporti
L'aeroporto di Stavanger-Sola, a nord-ovest del distretto, è il principale scalo aereo della zona. L'area inoltre è percorsa dalla linea ferroviaria dello Jæren (Jærbanen), parte della linea del Sørlandet (Sørlandsbanen), che collega Stavanger con Egersund.
Le principali arterie stradali sono la strada europea E39 e la strada 44, entrambe che si sviluppano lungo la direttrice nord-sud, con quest'ultima inserita tra le strade turistiche norvegesi (Nasjonal turistvei).

## Jæren nell'arte e nella letteratura

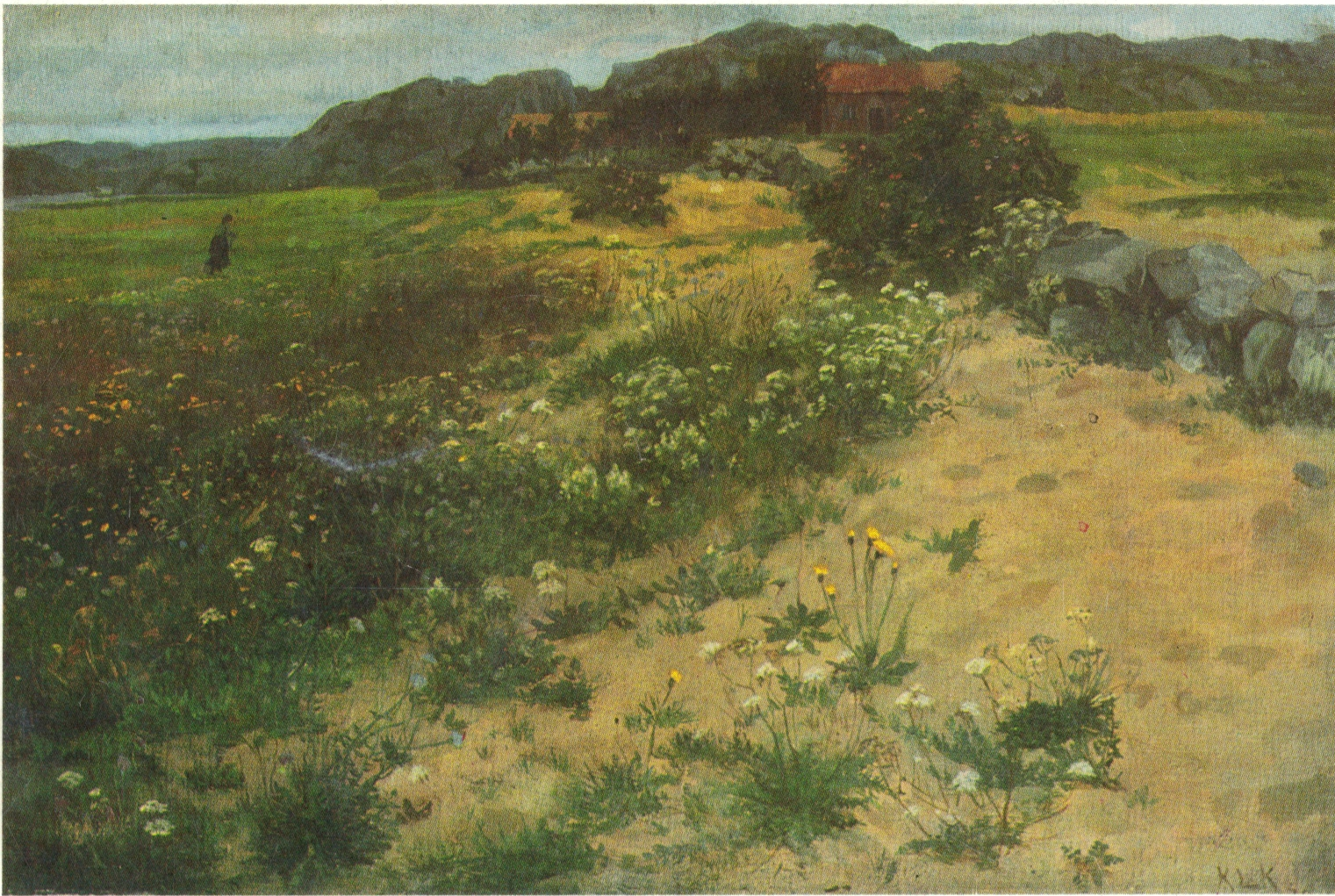
Kitty Lange Kielland, Fra Jæren (1878).

L'autore e poeta Arne Garborg crebbe nelle zone rurali dello Jæren e in molte sue opere descrive i paesaggi e le persone verso la fine del XIX secolo.
Diversi pittori trassero ispirazione dal paesaggio bucolico dello Jæren; tra questi si ricordano Eilif Peterssen, Kitty Lange Kielland (la sorella di Alexander Kielland), Nicolai Ulfsten e Carl Wilhelm Bøckmann Barth.